# Tina Theune
Christina Theune, anteriormente Theune-Meyer (Cléveris, 4 de noviembre de 1953) es una ex entrenadora de fútbol alemana y ex entrenadora nacional de la selección nacional femenina de Alemania.

## Trayectoria
Theune nació en una familia de deportistas. Su madre jugaba balonmano y su padre era atleta de atletismo. Jugó desde 1974 hasta 1986 en el Grün-Weiß Brauweiler, donde más tarde también fue jugadora-entrenadora.
Después de completar su formación docente, en 1985 se convirtió en la primera mujer en Alemania en adquirir la licencia DFB Fußball-Lehrer (entrenadora), que equivale a la licencia UEFA Pro.
En 1986, se convirtió en entrenadora asistente de la selección nacional femenina y sucedió a Gero Bisanz como seleccionador nacional el 1 de agosto de 1996, después de los Juegos Olímpicos de Verano en Atlanta. En total, ganó seis campeonatos de Europa, tres como asistente de Gero Bisanz, tres como seleccionadora nacional y llevó a la selección femenina de Alemania a la victoria en la Copa Mundial Femenina de 2003. 
Tras ganar la Eurocopa Femenina de la UEFA en 2005, se retiró del cargo de seleccionadora nacional, como ya se había anunciado, entregando el relevo a su asistente Silvia Neid.

## Vida personal
Theune se casó con Thomas Meyer, quien la entrenó como jugadora. Después del matrimonio, adoptó el apellido "Theune-Meyer" hasta su divorcio en 2008.

## Honores

### Gerente
Alemania
- Juegos Olímpicos de Verano: medalla de bronce 2000, medalla de bronce 2004
- Copa Mundial Femenina de la FIFA: 2003
- Campeonato femenino de la UEFA: 1997, 2001, 2005